# ボンバーマンオンラインJapan
『ボンバーマンオンラインJapan』とは、かつてShockwaveの55Shock!でハドソンが運営していたインターネットを利用したボンバーマンのオンラインゲームである。略称は「BOJ」。
2009年1月31日正午、55Shock!の閉鎖によりサービスを一時停止したが、その後も復活することはなく、同年6月3日に全てのサービスを終了した。

## 概要
2008年4月9日、ハドソンは名称を変えてボンバーマンオンラインを配信するとし、同年5月14日にShockwaveの1コンテンツである55Shock!でクローズドβ、8月28日にオープンβテストが開始された。
ハドソンキングダムで提供されていた「ボンバーマンオンライン」とは全く違うものとなっており、画面が3D描画のため要求スペックが高くなっている。また、ボンバーマンオンラインで人気の高かった「ロード」ステージはなくなっている。
同年9月10日より、基本プレイ料金無料のアイテム課金制で正式サービスがスタートし、課金者専用アイテムが使えるようになった。

## サービスの終了
提供元のShockwaveが市場環境の悪化で事業の見通しが厳しくなり、2009年1月31日に55Shock!を含む全てのサービスを停止。それにともないボンバーマンオンラインJapanのサービスも一時停止となった。正式サービス開始からわずか5ヶ月であった。非常に急であったため、課金していたユーザーには消費した分も含め全額の返金がされた。
当時はあくまで「一時停止」を主張し、公式ブログで開発の様子を公開していたが、最後まで再開の目処は立たなかった。2009年5月27日にサービス停止の発表、6月3日に全てのサービスを終了した。